# بخش دونگشینگ
بخش دونگشینگ (به لاتین: Dongxing District) یک منطقهٔ مسکونی در چین است که در نایجیانگ واقع شده‌است. بخش دونگشینگ ۱٬۱۸۱ کیلومتر مربع مساحت دارد.